# Matute
Matute település Spanyolországban, La Rioja autonóm közösségben.  Lakosainak száma 88 fő (2024).

## Népesség
A település népessége az elmúlt években az alábbi módon változott:
| Lakosok száma | 29   | 164  | 152  | 151  | 131  | 124  | 93   | 98   | 93   | 88   |
|               | 2001 | 2004 | 2007 | 2009 | 2012 | 2014 | 2017 | 2019 | 2022 | 2024 |